# فنسنت ديفيس
فنسنت ديفيس (بالإنجليزية: Vincent Davis)‏ هو محامي وسياسي أمريكي، ولد في 28 يونيو 1963 في برنتيس في الولايات المتحدة. حزبياً، نشط في الحزب الديمقراطي. وقد انتخب عضو مجلس ولاية مسيسيبي.